# Утехово-1
Утехово-1 — деревня в Рославльском районе Смоленской области России. Входит в состав Костырёвского сельского поселения. Население — 31 житель (2007 год). 
Расположена в южной части области в 21 км к северо-востоку от Рославля, в 4 км южнее автодороги Р137 Сафоново — Рославль, на берегу реки Остёр. В 20 км юго-западнее деревни расположена железнодорожная станция Козловка на линии Смоленск — Рославль. 

## История
В годы Великой Отечественной войны деревня была оккупирована гитлеровскими войсками в августе 1941 года, освобождена 20 сентября 1943 года.